# Fo Guang Shan
 (mars 2024).
 (décembre 2015).
Si vous disposez d'ouvrages ou d'articles de référence ou si vous connaissez des sites web de qualité traitant du thème abordé ici, merci de compléter l'article en donnant les références utiles à sa vérifiabilité et en les liant à la section « Notes et références ».
Pour les articles homonymes, voir FGS.
Fo Guang Shan, ou FGS (chinois : 佛光山 ; pinyin : Fó guāng shān ; litt. « Montagne de la Lumière du Bouddha ») est une organisation bouddhiste Mahāyāna chinoise internationale et un ordre monastique basé à Taïwan qui pratique le bouddhisme humaniste dont les racines remontent à l'école Linji du bouddhisme Chan. Le siège, le monastère de Fo Guang Shan, est situé dans le district de Dashu, à Kaohsiung, et est le plus grand monastère bouddhiste de Taïwan. L'organisation est également l'une des plus grandes organisations caritatives de Taïwan. L'organisation équivalente pour les laïcs est connue sous le nom de la Buddha's Light International Association.
Fondé en 1967 par Hsing Yun, l'ordre promeut le bouddhisme humaniste et est connu pour ses efforts dans la modernisation du bouddhisme chinois. L'ordre est célèbre pour son utilisation de la technologie et ses temples sont souvent équipés des derniers appareils,. La position déclarée de Hsing Yun pour Fo Guang Shan est qu'il s'agit d'une "fusion des huit écoles du bouddhisme chinois" (chinois : 八宗兼弘 ; pinyin : bāzōng jiānhóng). L'ordre Fo Guang Shan possède plusieurs collèges associés, parmi lesquels l'université Fo Guang à Taïwan et l'University of the West aux États-Unis, qui offrent des diplômes de premier cycle et de troisième cycle en études bouddhiques et dans des domaines séculiers.

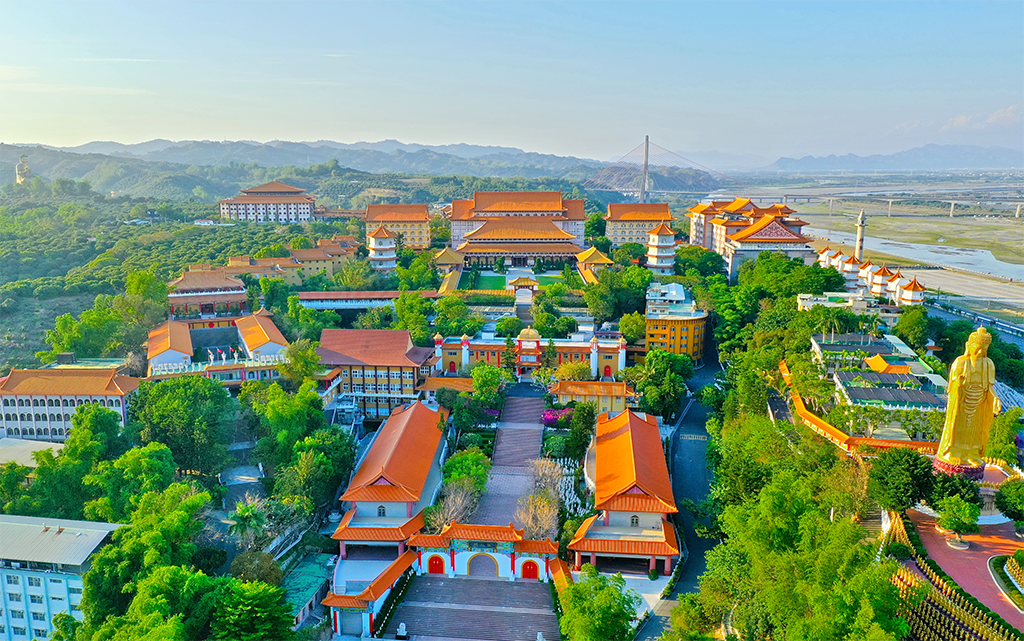
Vue aérienne des haut-quartiers Fo Guang Shan à Taiwan

À Taïwan, Hsing Yun est populairement appelé l'un des "Quatre Rois Célestes" et Fo Guang Shan est considéré comme l'une des "Quatre Grandes Montagnes" ou quatre principales organisations bouddhistes du bouddhisme taïwanais, avec le Fagushan, Tzu Chi et Chung Tai Shan,,.

## Historique
Depuis plus de quarante ans, sous la direction de son fondateur, le Vénérable maître Hsing-Yun, et grâce aux contributions des disciples monastiques et laïcs, Fo Guang Shan est devenu le plus grand monastère bouddhiste au monde et une Terre sainte bouddhiste mondialement reconnue. Comme la majorité du bouddhisme chinois moderne, Fo Guang Shan se rattache par l'ordination au bouddhisme Chan Rinji (臨濟宗), mais l’ordre se veut œcuménique et « promeut les huit traditions » (八宗兼弘).
En 1967, Hsing Yun acheta plus de 30 hectares dans la commune de Dashu, dans le comté de Kaohsiung, comme site pour la construction d'un monastère. La cérémonie de pose de la première pierre a  lieu le 16 mai 1967, sur une colline qui était à l’origine un espace sauvage rempli de ronces et de bambous.
Fo Guang Shan s'est engagé dans de nombreux projets de construction, notamment des bâtiments universitaires, des sanctuaires, des presbytères, des maisons de retraite et un cimetière. En 1975, la statue emblématique de 36 mètres de haut du Bouddha Amitābha de Fo Guang Shan est consacrée. En 1981, quinze ans après sa fondation, le Grand Hall du Héros est construit. Pendant cette période, de nombreux autres temples Fo Guang Shan en dehors du monastère originel de l'ordre ont également été construits.
En mai 1997, Hsing Yun annonce qu'il fermerait les portes de la montagne de Fo Guang Shan au grand public. Sa raison pour la fermeture du monastère était de donner aux moines l'atmosphère de cloître dont ils ont besoin pour leur pratique bouddhiste. En pratique, de nombreux monastères chinois ont également fermé leurs portes de montagne pour donner une atmosphère de cloître aux résidents du temple. À la fin de l'année 2000, le président de la République de Chine (Taïwan) de l'époque, Chen Shui-bian, et des responsables gouvernementaux de Kaohsiung ont visité Fo Guang Shan, apportant avec eux le souhait de leurs concitoyens que Fo Guang Shan rouvre les portes de la montagne. Après mûre réflexion, Fo Guang Shan décida de rouvrir le monastère dans une certaine mesure, offrant ainsi au public un lieu pour pratiquer le bouddhisme de la Terre Pure. En plus d'être le plus grand monastère de Taïwan, l'organisation possède un réseau de plus de 300 branches à travers Taïwan.
Dans les années 2010, Fo Guang Shan commence à s'établir en Chine continentale, en se concentrant davantage sur la charité et la renaissance culturelle chinoise plutôt que sur la propagation bouddhiste afin d'éviter les conflits avec le Parti communiste chinois (PCC), qui s'oppose à la religion organisée. La présence de Fo Guang Shan en Chine augmente sous la direction du secrétaire général du PCC, Xi Jinping, après qu'il a lancé un programme pour raviver les croyances traditionnelles chinoises.
En 2017, l'ordre comptait plus de 1 000 moines et nonnes, et plus d'un million de fidèles dans le monde entier, avec des branches dans cinquante pays.
Le 5 février 2023, le fondateur Hsing Yun est décédé à son domicile à l'âge de 95 ans à Kaohsiung, Taïwan. Ses funérailles ont eu lieu le 12 février 2023, en présence du président taïwanais Tsai Ing-wen et du premier ministre Chen Chien-jen.

## Activités
Des temples et des organisations ont été établis dans 173 pays à travers le monde, et comprennent désormais plus de 3 500 monastiques. L'organisation met l'accent sur l'éducation et le service, en maintenant des universités, des collèges bouddhistes, des bibliothèques, des maisons d'édition, des centres de traduction, des galeries d'art bouddhistes, des salons de thé et des cliniques médicales mobiles. Elle a également établi une salle pour enfants, une maison de retraite, un lycée et une station de télévision.

### Programmes sociaux et médicaux
Les programmes sociaux et médicaux de Fo Guang Shan incluent une clinique médicale gratuite avec des unités mobiles qui desservent les villages reculés, un programme annuel de secours hivernal organisé pour distribuer des vêtements chauds et des vivres aux nécessiteux, un foyer pour enfants et personnes âgées, des zones de conservation de la faune pour protéger les créatures vivantes, et un cimetière pour prendre soin des défunts. Le travail social de Fo Guang Shan se concentre principalement sur l'aide aux pauvres dans les régions éloignées.
L'organisation gère également des orphelinats, des maisons de retraite et des programmes de réhabilitation pour toxicomanes en prison. Fo Guang Shan a également participé à certaines actions de secours internationales.

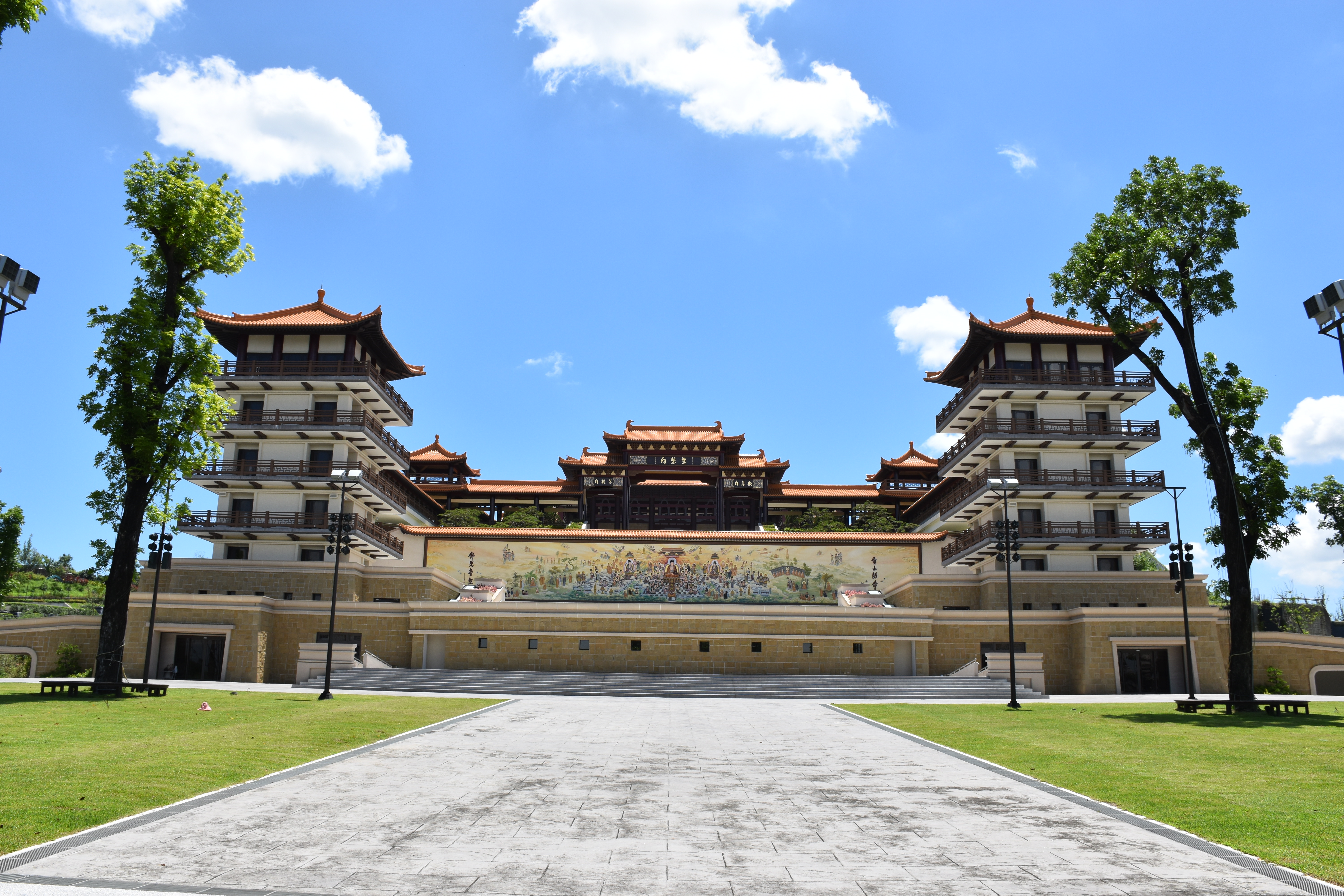
La Réserve de Soutras de Fo Guang Shan, qui abrite l'Institut du Bouddhisme Humaniste et une bibliothèque de plus de 50 éditions de canons bouddhistes.

### Programmes éducatifs
Les programmes éducatifs de Fo Guang Shan incluent quatre collèges bouddhistes, trois collèges réguliers et divers collèges communautaires. L'université Fo Guang a été créée en 2000. Elle se concentre principalement sur les sciences humaines et sociales. L'institut de recherche bouddhiste chinois est subdivisé en quatre départements distincts : un collège pour femmes et hommes, et un département international et d'études bouddhistes en anglais. Les frais de scolarité et le logement sont fournis par Fo Guang Shan, gratuitement. Parmi les autres universités importantes établies par l'ordre, on compte l'université Nan-Hua à Taïwan et l'University of the West aux États-Unis.
L'organisation gère également le lycée Pu-Men à Taipei, l'école primaire et secondaire de sciences humaines Jiun Tou, qui propose un programme ordinaire pour les étudiants. Fo Guang Shan dispose également d'écoles maternelles, de jardins d'enfants et d'écoles du dimanche pour les enfants.
Avec Tzu Chi, Fo Guang Shan est la seule organisation bouddhiste majeure à Taïwan qui offre une forme d'éducation strictement laïque, par opposition à purement religieuse.
En Chine continentale, Fo Guang Shan gère de nombreux programmes d'éducation culturelle et a construit plusieurs bibliothèques, réussissant même à faire publier plusieurs livres par les médias contrôlés par l'État,.

### Musée du Bouddha de Fo Guang Shan

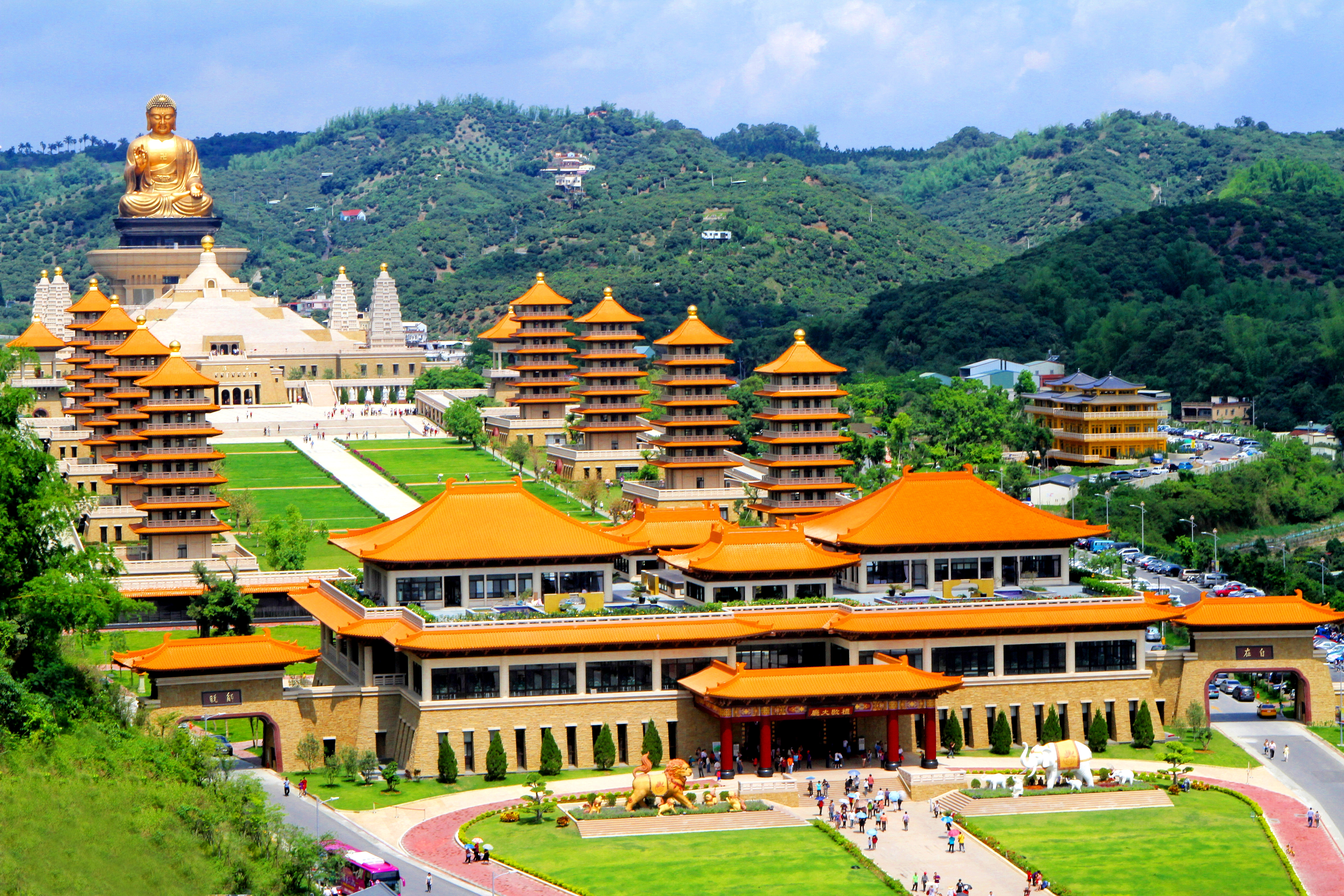
Musée du Bouddha de Fo Guang Shan

Les plans de construction du musée du Bouddha de Fo Guang Shan (anciennement appelé le Centre mémorial du Bouddha) ont commencé avec le soutien du gouvernement taïwanais. Le sanctuaire du Bouddha en jade du musée est censé contenir des reliques dentaires du Bouddha. Le site est situé immédiatement adjacent au monastère principal et couvre plus de 100 hectares. Le complexe est orienté vers l'est et est construit le long d'une ligne axiale centrale. Au-delà du Hall d'Accueil, huit pagodes de style chinois se trouvent de chaque côté de l'avenue principale menant à la place Bodhi, autour de laquelle se trouvent des statues des principaux disciples du Bouddha et des fondateurs des principales écoles du bouddhisme chinois. Le chemin mène au Hall Commémoratif (anglais: Memorial Hall), qui abrite plusieurs sanctuaires, dont le sanctuaire du Bouddha de jade. Au-dessus du hall, quatre stupas symbolisent les Quatre Nobles Vérités. Derrière, mais séparé, se dresse un immense Bouddha Shakyamuni assis en métal de 108 mètres de haut. Le centre a été inauguré lors d'une cérémonie internationale le 25 décembre 2011 et le premier anniversaire a été célébré le jour de Noël 2012.

## Gouvernance

### Conseil d'administration
En 1972, Hsing Yun établit un conseil de neuf membres, connu sous le nom de Comité des Affaires Religieuses de Fo Guang Shan, plus tard renommé Conseil d'administration de Fo Guang Shan. Ces neuf membres gouvernent et supervisent les opérations de l'ordre en effectuant des nominations dans divers départements et autres temples au sein du réseau de l'ordre. Chacun des neuf membres est élu avant la démission, la mort ou la fin du mandat d'un abbé. Une fois élus par les membres de Fo Guang Shan, les votes sont comptés ouvertement. Les neuf membres nomment ensuite leur prochain abbé, qui, en pratique, était choisi personnellement par Hsing Yun. Huit membres du conseil sont des monastiques ordonnés et un est un laïc sans droit de vote.

### Abbés
Contrairement à un monastère bouddhiste mahayana traditionnel, où l'abbé en exercice choisit généralement son successeur, Fo Guang Shan élit directement un abbé pour diriger l'ordre et ses branches de temples dans le monde entier. Le chef de l'ordre FGS et de toutes ses branches est l'abbé et directeur général du monastère de Fo Guang Shan. L'abbé est le président du conseil d'administration, servant un mandat de six ans, avec une réélection par vote populaire et, dans des circonstances exceptionnelles, une seconde réélection par un vote des deux tiers. L'abbé est élu par tous les membres monastiques de Fo Guang Shan par vote public.
Selon la tradition, l'abbé élu commence à utiliser son "nom intérieur" à la place de son nom de dharma, le premier caractère étant Hsin ("心", xin, ou cœur). En fait, tous les monastiques de Fo Guang Shan ont un tel nom, et plusieurs anciens l'utilisent également publiquement. Au début de l'année, l'abbé élu est inauguré en tant que nouveau directeur de Fo Guang Shan à travers une cérémonie traditionnelle de transmission du dharma, recevant la robe, le bol, le khakkhara, et une copie de la constitution de FGS. Dans le cas de l'inauguration du Vénérable Hsin Bau en 2013, lui et 72 autres monastiques ont reçu la transmission du dharma de Hsing Yun avec lui.
Hsing Yun est le seul abbé à avoir servi plus de deux mandats et n'ayant pas été élu par le conseil d'administration. Dans le cas du Vénérable Hsin Ping, il n'a également pas été officiellement élu, car il était l'héritier désigné de Hsing Yun. Après que Hsin Ping soit décédé d'une maladie soudaine en 1995, le vice-directeur de Fo Guang Shan, le Vénérable Hsin Ting, a immédiatement été élevé pour servir les années restantes du mandat de Hsin Ping avant d'être élu pour un mandat à part entière. Depuis, les abbés sont élus conformément à la constitution de FGS.
Comme Hsing Yun, les abbés émérites ne quittent pas l'ordre lorsqu'ils prennent leur retraite. Ils continuent de donner des conférences de Dharma à travers le monde et deviennent des enseignants aînés de l'ordre dans leurs dernières années.

## Slogans

### Slogan officiel
佛光普照三千界，法水長流五大洲 (pinyin: Fó guāng pǔ zhào sān qiān jiè, fǎ shuǐ cháng liú wǔ dà zhōu): Que la lumière du Bouddha brille sur les dix directions. Que le flux du Dharma coule continuellement vers les cinq grands continents.

### Les quatre vers de Fo Guang Shan et de la Buddha's Light International Association
慈悲喜捨遍法界 (pinyin: cí bēi xǐ shě biàn fǎ jiè): Que la gentillesse, la compassion, la joie et la sérénité imprègnent tous les mondes;
惜福結緣利人天 (pinyin: xí fú jié yuán lì rén tiān): Que tous chérissent l'autre et tissent des liens au bénéfice de tout les êtres;
禪淨戒行平等忍 (pinyin: chán jìng jiè hèng píng děng rěn): Que le Ch'an, la Terre Pure et les Préceptes inspirent l'égalité et la patience;
慚愧感恩大願心 (pinyin: cán kuì gǎn ēn dà yuàn xīn): Que humilité et gratitude donnent lieu à de grands voeux.

### Principes directeurs de la Buddha's Light International Association
Offrir aux autres de la confiance;
Offrir aux autres de la joie;
Offrir aux autres de l'espoir;
Offrir aux autres de la commodité.

## Vénérables et directeurs[23]

Hsing Yun (1967–1985)
Hsin Ping (1985–1995)
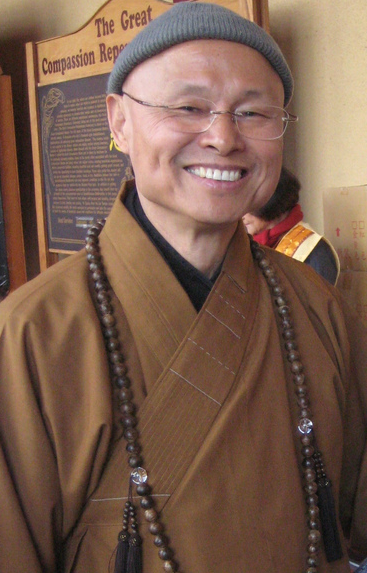
Hsin Ting (1997–2005)
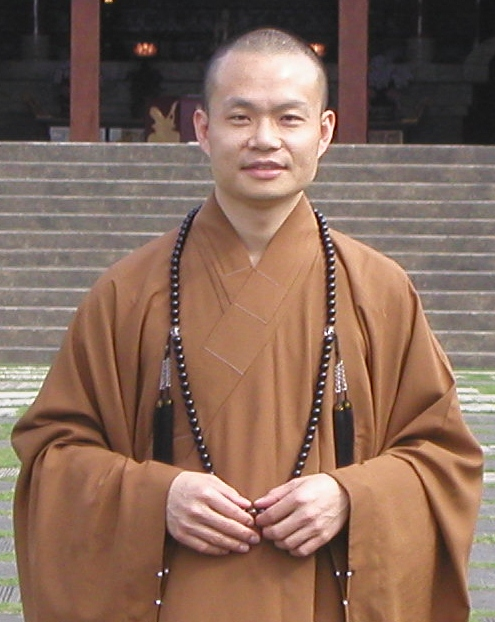
Hsin Pei (2005–2013)
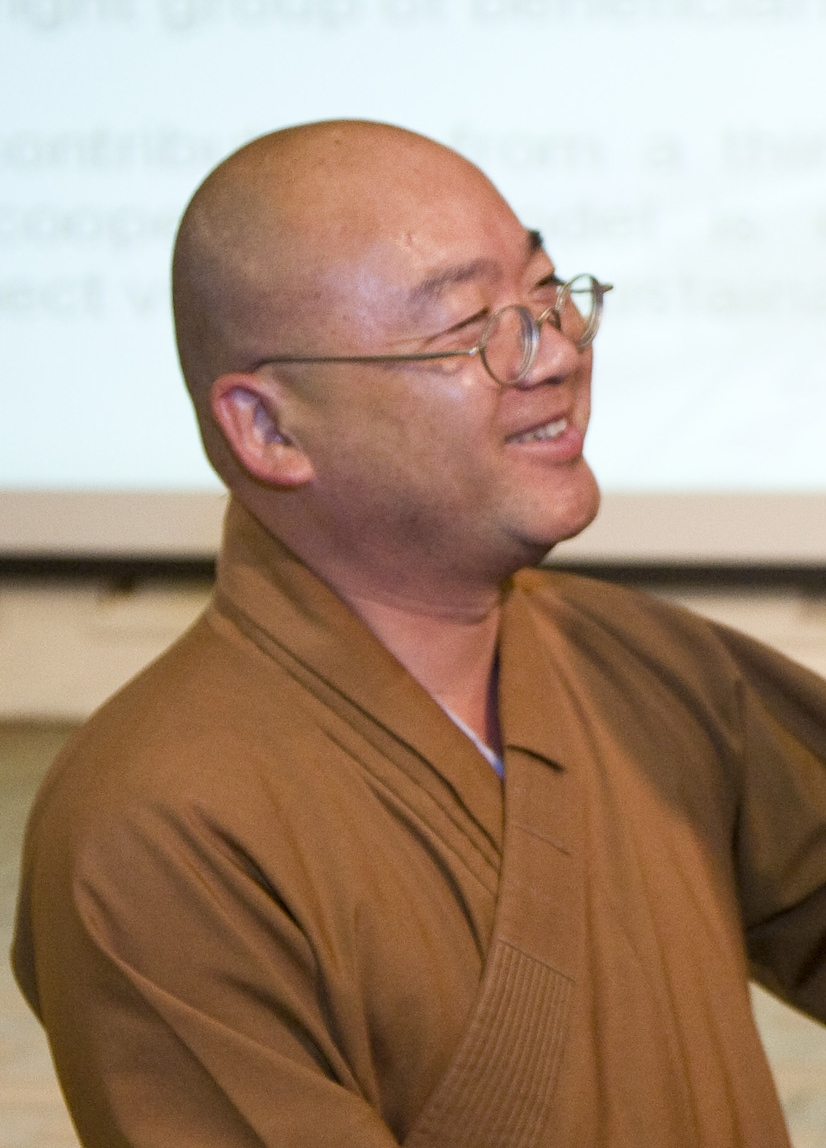
Hsin Bau[24] (2013–présent)

## Mission

### Propager le Dharma par la culture

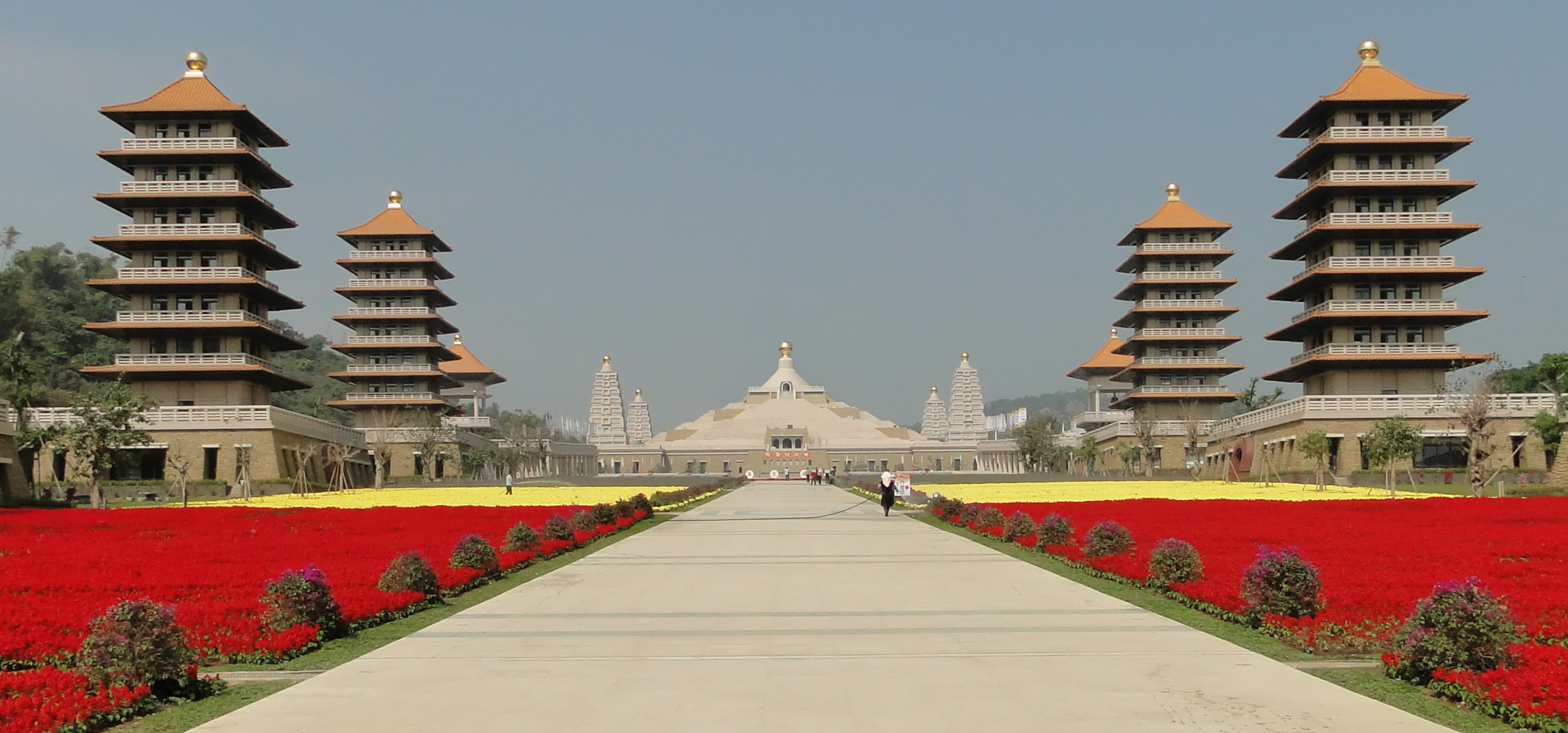
Le nouveau mémorial de Bouddha à Taïwan

Pour relever le niveau de la foi et cultiver la juste connaissance et la juste vision, Fo Guang Shan a créé la « Fondation Foguangshan pour la culture et l’éducation bouddhistes » qui, en dehors d’encourager activement les monastiques et les jeunes talents à approfondir leurs études bouddhistes, organise tous les ans, depuis 1982, des séminaires bouddhistes académiques internationaux. En 1990, elle a créé le Concours mondial des théories bouddhistes et, en 1995, elle a présenté l’hymne bouddhiste sur les grandes scènes internationales. En 2003, pour fêter les cinquante ans d’enseignement du Dharma par le Grand maître, le Fondation a organisé le premier concert : Musique du monde des hommes (Sounds of the human world) – Vénérable maître Hsing-Yun - Concours de la chanson bouddhiste, afin d’offrir aux jeunes d’aujourd’hui, un accueil élargi et pluraliste, écrivant ainsi une page nouvelle : celle de la propagation du Dharma, en musique.
En outre, pour aider les adeptes à mieux comprendre le bouddhisme, Fo Guang Cultural Entreprise, Gandha Samudra Culture Company, et Foguangshan TV Center, ont publié différents livres et matériels audio-visuels bouddhistes : Histoire des monastiques bouddhistes éminents, Collection de bandes dessinées : Monastiques Eminents, Sutra des cent paraboles, DVD du Collège bouddhiste télévisé, Les cent propos des affaires monastiques, etc. Le Comité directeur pour les Affaires religieuses de Foguangshan a, de son côté, publié successivement la « Collection : Bouddhisme », le « Foguang Textbook », la « Série : Bouddhisme humaniste » et la « Collection : Bouddhisme humaniste », pour faciliter les travaux de recherches sur le Dharma.
Travaillant depuis des dizaines d’années, le Comité des Canons de la Foi Bouddhiste a édité l’Encyclopédie Foguang, la Chronique de l’histoire mondiale du bouddhisme, les Agamas-pitaka, Chan-pitaka,Prajna-pitaka, Jingtu-pitaka,  Saddharmapudarika-pitaka. Actuellement, le Vijnapti-matrata-pitaka, le Jataka-pitaka, le Sravaka-pitaka, lePitaka des chroniques historiques, le Pitaka des images... sont en cours de rédaction. Parmi eux, Agamas-pitaka et Chan-pitaka ont été édités en version électronique, par la Fondation Foguangshan pour la culture et l’éducation bouddhistes.
En janvier 1998, Fo Guang Shan a créé la B.L.T.V. (« Buddha’s Light Television ») et, en avril 2000, le quotidien Merit Times, pour mieux communiquer avec le monde. En 2001, est sorti le Bimensuel Universal Gate Buddhist Journal, qui expose les thèses bouddhistes, suivi, en 2005, par la collection complète en 120 volumes des Thèses littéraires traitant du bouddhisme chinois mises à jour. La même année, le livre Le bouddhisme humaniste selon le modèle Hsing-Yun a été publié et a reçu des commentaires élogieux venant de tous bords. Il a permis au monde, de mieux connaître le bouddhisme humaniste et Fo Guang Shan. 

### Découvrir les talents par l’éducation
Depuis sa création, Fo Guang Shan a ouvert des départements éducatifs, tant monastiques que laïcs, dans le but de découvrir de nouveaux talents dans les domaines bouddhiste et social. 
Le premier département comprend : 
- Le Comité de Recherches de l’Éducation Monastique
- L’Institut de recherches du Bouddhisme Chinois

et les seize collèges bouddhistes dispersés dans le monde entier :
- Fo Guang Shan Tsung Lin University  (Taïwan)
- FGS Buddhist College, Dong Zen (Malaisie)
- FGS Buddhist College, Bodhgaya (Inde)
- FGS Buddhist College, Nan Tien (Australie)
- FGS Buddhist College, (Hong Kong)
- African Buddhist Seminary, (Afrique du Sud).

Depuis 1977, FoGuang Shan a organisé, à dix reprises, la cérémonie de l’Ordination de la « Triple-Plate-Forme-Précepte », permettant aux monastiques du monde entier d’y participer et formant ainsi de nombreux jeunes monastiques talentueux avec, comme conséquence supplémentaire d’encourager l’harmonie entre les écoles Mahayana et Hinayana.
L’éducation laïque, elle, englobe : 
- L’éducation enfantine avec les jardins d’enfants « Ci-hang », « Hui-ci », « Xiao-tian-xin » et les différentes troupes scoutes.
- L’enseignement primaire et secondaire, avec les écoles de la langue chinoise à Taïwan : « Pu-Men High School », « Jiun-Tou Elementary and Junior High School », « Jiun-Yi Elementary and Junior High School »;
- La formation universitaire : « Fo-Guang University et Nan-Hua University » (Taïwan), « University of the West » (USA), « Nan-Tian University » (Australie) ;
- Les cours du soir pour adultes : « City Buddhist College », « Buddha’s Light Open University » et « FGS Srimala Buddhist Institute » (Taïwan) ;
- Des classes temporaires de secrétariat, de formation artistique, d’initiation aux médias ou à la cuisine, etc.

Hormis ces activités, Fo Guang Shan organise aussi des retraites de courte durée, des camps d’apprentissage et de recherche du bouddhisme, destinés aux enseignants, des groupes d’étude, etc.

### Améliorer la vie en société par la charité
La Fondation compassionnelle Fo Guang Shan (« Fo Guang Shan Compassion Foundation »), a été créée dans le respect de l’esprit d'entreprise, les intentions originelles de Bouddha. Les activités comprennent : les centres de consultation Foguang, pour soigner les malades démunis, les cliniques mobiles pour les régions éloignées et désertiques, les aides en période d’hiver et de fin d’année, les secours aux sinistrés, les campagnes d’encouragement au don d’organes, etc. La Fondation réunit les efforts de tous les bienfaiteurs, pour aider les orphelins, les malades, les handicapés, les personnes âgées, les personnes démunies et isolées.
En 1970, Fo Guang Shan a créé l’Orphelinat « Da-Ci », pour accueillir les orphelins taïwanais et étrangers. En 1967, il avait repris le « Home Lanyang Ren-Ai » de Yi-Lan et, en 1976, il a créé le « Home Foguang ». Ces deux établissements sont tous les deux des maisons de retraite. En 1995, il est chargé par l’administration de la province de Kaohsiung, de la gestion de l’immeuble « Fengshan Songhe », premier établissement public d’assistance sociale à être privatisé et destiné aux personnes âgées non dépendantes.
En outre, le columbarium « Wan shou », à Fo Guang Shan, a mis gratuitement deux mille loges à la disposition des personnes démunies. Les tâches de rééducation dans les prisons, sont confiées à la force de la foi religieuse et à l’aide psychologique des monastiques, en espérant ainsi, pouvoir aider les détenus à refaire face à la vie.
Enfin, des groupes de secouristes sont constitués avec des personnes ou des groupes de toutes nationalités, régions, races et genres. Ainsi, après le tremblement de terre survenu à Taïwan le 21 septembre 1999, le tsunami en Asie du Sud en 2004, le tremblement de terre au Sichuan (Chine) en 2008, etc., la Fondation compassionnelle Fo Guang Shan et toutes les branches de la B.L.I.A, (« Buddha’s Light International Association »), ont apporté leur contribution aux secours.

### Purifier le cœur de l’homme par la pratique en commun

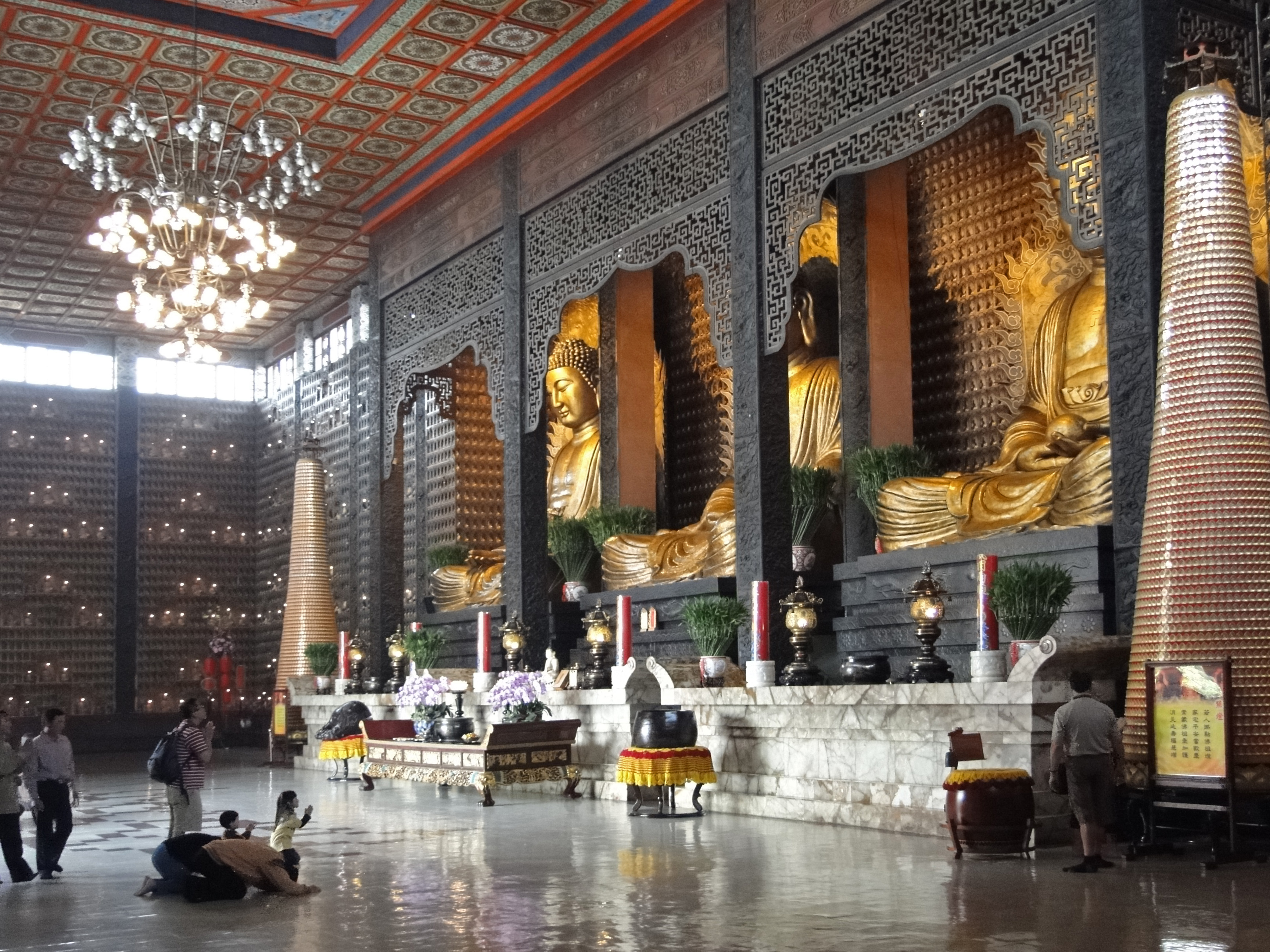
Intérieur du sanctuaire principal du monastère Fo Guang Shan à Taiwan

En se basant sur la volonté de « payer en retour les quatre bienfaits », les disciples monastiques et laïcs de Fo Guang Shan, pratiquent chaque jour, au son des cloches et des claves, des activités bénéfiques, en commençant par le service matinal et en enchaînant avec la méditation, la récitation des sutras et mantras, la diction des noms de bouddhas, l’étude, ou encore la pratique des travaux ménagers et les services rendus aux hommes.
Pour permettre aux adeptes de pouvoir mieux pratiquer et mieux assimiler la concentration et la sagesse, les centres de Fo Guang Shan à travers le monde, organisent périodiquement des services religieux, des séances de méditation, des retraites des huit préceptes, des cérémonies des cinq préceptes et des bodhisattva-préceptes, des pratiques simultanées de Chan/Jingtu/Esotérique, des cérémonies de trois refuges, etc. Dans les centres de culte Foguangshan, on peut trouver des dharma-halls, des halls de méditation, des salles de transcription des sutras, des centres de repos, etc. Différentes activités y sont organisées continuellement et sont ouvertes au public.
De plus, des dharma-services saisonniers sont donnés systématiquement, tels : le service d’offrande des lampes, la cérémonie du bain de Bouddha, le Dharma service Amitabha Bouddha, la célébration du jour du Sangha, le « Water-Land Dharma Function », etc. Outre les cérémonies religieuses, des lectures et des discours sont donnés, qui permettent aux participants de cultiver leurs connaissances du Dharma. 

## Caractères spécifiques de Fo Guang Shan
- Pratique simultanée des huit écoles, la propriété à parts égales pour les disciples, tant ordonnés que laïcs.
- Création en équipe, le respect et la magnanimité.
- Simultanéité de l’étude et de la pratique ; la pratique de la démocratie.
- Communauté des « six harmonies » ; l’égalité des quatre types de disciples.
- Attitude vis-à-vis de la vie politique et sociale : coexistence sans ingérence.
- Harmonisation de la tradition et du contemporain, en parfaite coordination.
- Échanges internationaux, l’unité et la coexistence.
- Bouddhisme humaniste, en marche vers la Terre pure de Foguang.

### Commandements du disciple Foguang
- L’honneur appartient à Bouddha
- Le succès appartient à tout le monde
- Le profit appartient au Sangha
- Le succès appartient à Dana

### L’esprit du disciple Foguang
- D’abord le bouddhisme, ensuite moi-même
- D’abord la pagode, ensuite moi-même
- D’abord les autres, ensuite moi-même
- D’abord les disciples, ensuite moi-même

### Principes de travail du disciple Foguang
- Apporter aux autres, la confiance
- Apporter aux autres, la joie
- Apporter aux autres, l’espérance
- Apporter aux autres, l’aisance

### Objectifs de Fo Guang Shan
- Propager le bouddhisme humaniste. Réaliser la Terre pure Foguang
- Créer la communauté des quatre disciples. Instaurer la paix universelle.

Fo Guang Shan est une association religieuse d’esprit bodhisattva, basée sur « le respect des six harmonies » et qui applique les concepts de : « Créer en équipe. Construire avec méthode. Ne rien faire à l’encontre de l’enseignement de Bouddha. Ne s’appuyer que sur le dharma ». Les disciples, tant monastiques que laïcs, considèrent le vœu : « Que la lumière du Bouddha éclaire les trois mille mondes ; que l’eau du Dharma coule sur les cinq continents », comme l’orientation majeure de leurs efforts pour promouvoir le Dharma et en faire bénéficier l’humanité. 